# Physeterula
Physeterula és un gènere extint de cetacis de la família dels fisetèrids que tingueren una àmplia distribució entre el Miocè inferior i el Plistocè superior. Se n'han trobat restes fòssils a Alemanya, Bèlgica, els Estats Units, els Països Baixos, el Regne Unit, Suïssa i Turquia. És el representant més troncal dels fisetèrids. Era un fiseteroïdeu gros, amb el crani de mida comparable als d'Idiorophus patagonicus i de Zygophyseter varolai. Conservava dents superiors funcionals desproveïdes d'esmalt. Era un parent proper del catxalot d'avui en dia.